# Fargesia jiulongensis
Fargesia jiulongensis är en gräsart som beskrevs av Tong Pei Yi. Fargesia jiulongensis ingår i släktet bergbambusläktet, och familjen gräs. Inga underarter finns listade i Catalogue of Life.